# Vivian Rich
Vivian Rich (Filadelfia, 26 maggio 1893 – Hollywood, 17 novembre 1957) è stata un'attrice statunitense del cinema muto.

## Biografia
Nata in Pennsylvania, visse i primi anni a Filadelfia, sua città natale. La famiglia si trasferì a Boston, dove Vivian compì gli studi, diplomandosi alla Boston Latin High School. Si avvicinò quindi al palcoscenico, debuttando in una commedia musicale prima di andare a lavorare per il cinema. Dopo essersi trasferita in California, andò a vivere a Santa Barbara insieme alla madre.
Fu messa sotto contratto dalla Nestor Film Company nel 1912. Nel 1914, scrisse il soggetto di Nieda, un corto diretto da Harry A. Pollard. Nella sua carriera, Vivian Rich girò oltre duecento pellicole, ritirandosi dalle scene nel 1931.

### Morte
Vivian Rich rimase uccisa il 17 novembre 1957 in un incidente automobilistico a Hollywood. Venne sepolta al Valhalla Memorial Park Cemetery a North Hollywood.

## Galleria d'immagini

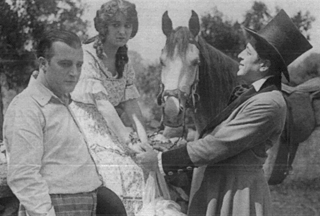
Break, Break, Break (1914)
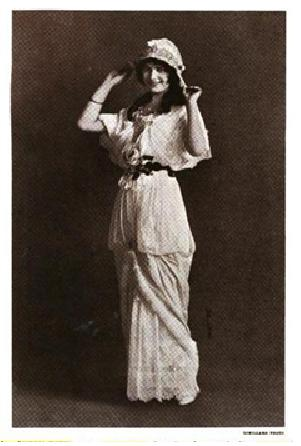
Who's Who in the Film World (1914)
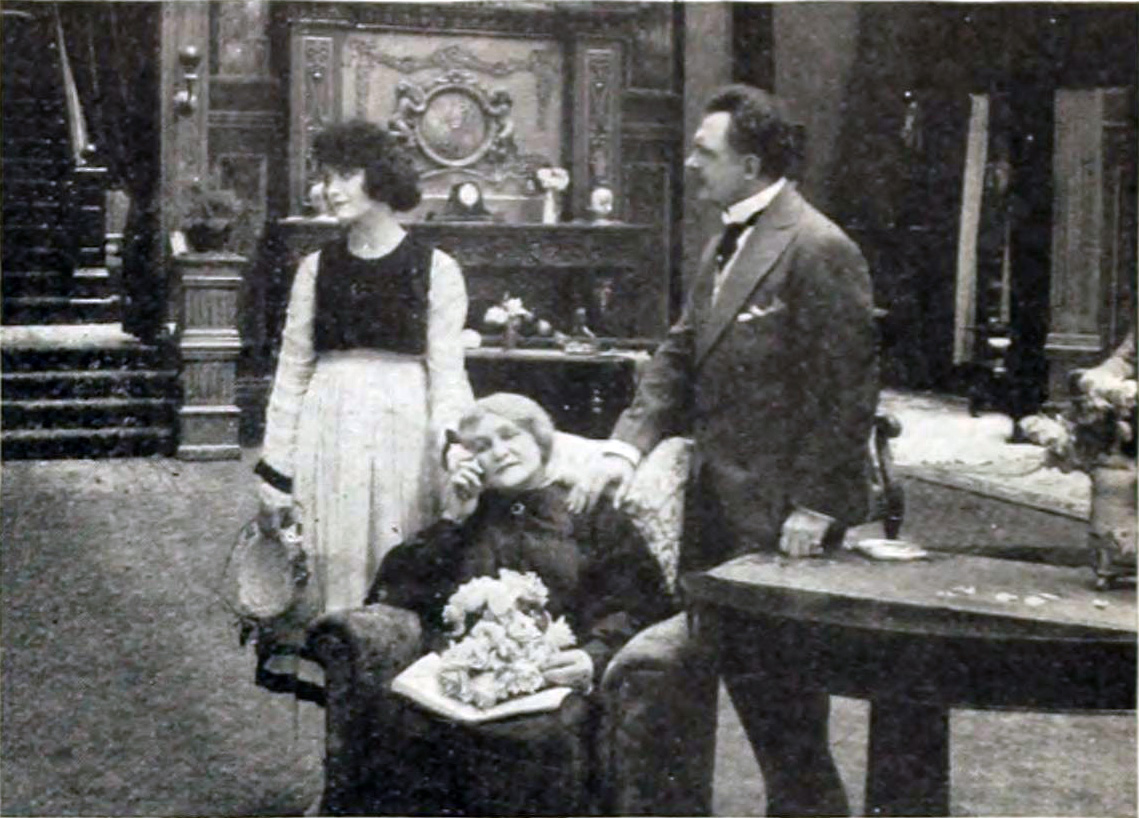
The Gentle Conspiracy (1916)

## Filmografia

### Attrice
- Her Corner on Hearts -  cortometraggio (1912)
- The Ten of Diamonds, regia di Tom Ricketts -  cortometraggio (1912)
- A Game of Bluff -  cortometraggio (1912)
- The Power of Melody -  cortometraggio (1912)
- The Half-Breed's Way, regia di Tom Ricketts -  cortometraggio (1912)
- The Belle of Bar-Z Ranch, regia di Tom Ricketts -  cortometraggio (1912)
- The Bandit of Tropico -  cortometraggio (1912)
- The Trifler -  cortometraggio (1912)
- The Story of a Wallet, regia di Tom Ricketts -  cortometraggio (1912)
- Maud Muller, regia di Tom Ricketts -  cortometraggio (1912)
- The Ways of Fate, regia di Wallace Reid -  cortometraggio (1913)
- When Jim Returned, regia di Wallace Reid (1913)
- Oil on Troubled Waters, regia di Allan Dwan -  cortometraggio (1913)
- The Tattooed Arm, regia di Wallace Reid -  cortometraggio (1913)
- The Brothers, regia di Wallace Reid -  cortometraggio (1913)
- Youth and Jealousy, regia di Wallace Reid -  cortometraggio (1913)
- The Kiss, regia di Wallace Reid (1913)
- Her Innocent Marriage, regia di Wallace Reid (1913)
- A Modern Snare, regia di Wallace Reid (1913)
- On the Border, regia di Wallace Reid - cortometraggio (1913)
- When Luck Changes, regia di Wallace Reid -  cortometraggio (1913)
- Via Cabaret, regia di Wallace Reid -  cortometraggio (1913)
- Hearts and Horses, regia di Wallace Reid -  cortometraggio (1913)
- A Husband's Mistake, regia di Albert W. Hale -  cortometraggio (1913)
- Dead Man's Shoes, regia di Wallace Reid -  cortometraggio (1913)
- Quicksands, regia di Albert W. Hale -  cortometraggio (1913)
- Pride of Lonesome, regia di Wallace Reid -  cortometraggio (1913)
- A Foreign Spy, regia di Wallace Reid -  cortometraggio (1913)
- The Song of the Soup -  cortometraggio (1913)
- Truth in the Wilderness, regia di Lorimer Johnston -  cortometraggio (1913)
- At the Half-Breed's Mercy, regia di Albert W. Hale (1913)
- Tom Blake's Redemption, regia di Albert W. Hale, Lorimer Johnston -  cortometraggio (1913)
- The Scapegoat, regia di Lorimer Johnston -  cortometraggio (1913)
- Mission Bells -  cortometraggio (1913)
- When Chemistry Counted, regia di Tom Ricketts -  cortometraggio (1913)
- The Adventures of Jacques, regia di Lorimer Johnston - cortometraggio (1913)
- An Even Exchange -  cortometraggio (1913)
- A Tide in the Affairs of Men
- For the Flag, regia di Lorimer Johnston - cortometraggio (1913)
- Jack Meets His Waterloo, regia di Lorimer Johnston - cortometraggio (1913)
- For the Crown, regia di Lorimer Johnston - cortometraggio (1913)
- Master of Himself - cortometraggio (1913)
- The Badge of Honor - cortometraggio (1913)
- A Pitfall of the Installment Plan - cortometraggio (1913)
- Calamity Anne's Sacrifice - cortometraggio (1913)
- Hidden Treasure Ranch, regia di Lorimer Johnston - cortometraggio (1913)
- In the Mountains of Virginia, regia di Lorimer Johnston - cortometraggio (1913)
- In the Days of Trajan, regia di Lorimer Johnston - cortometraggio (1913)
- The Girl and the Greaser, regia di Lorimer Johnston - cortometraggio (1913)
- What Her Diary Told
- The Haunted House, regia di Lorimer Johnston - cortometraggio (1913)
- An Assisted Proposal, regia di Lorimer Johnston - cortometraggio (1913)
- The Tale of the Ticker
- Calamity Anne's Dream (1913)
- At Midnight, regia di Lorimer Johnston (1913)
- The Occult, regia di Lorimer Johnston (1913)
- American Born, regia di Lorimer Johnston (1913)
- Trapped in a Forest Fire
- His First Case, regia di Lorimer Johnston (1913)
- Personal Magnetism
- The Rose of San Juan
- The Power of Light
- Destinies Fulfilled
- At the Potter's Wheel
- A Blowout at Santa Banana, regia di Lorimer Johnston - cortometraggio (1914)
- The Cricket on the Hearth, regia di Lorimer Johnston - cortometraggio (1914)
- The 'Pote Lariat' of the Flying A, regia di Lorimer Johnston (1914)
- The Crucible, regia di Lorimer Johnston - cortometraggio (1914)
- A Child of the Desert, regia di Lorimer Johnston (1914)
- The Call of the Traumerei, regia di Jacques Jaccard e Lorimer Johnston - cortometraggio (1914)
- A Story of Little Italy
- The Coming of the Padres, regia di Lorimer Johnston - cortometraggio (1914)
- The Turning Point, regia di Lorimer Johnston - cortometraggio (1914)
- The Certainty of Man
- A Happy Coercion - cortometraggio (1914)
- The Last Supper, regia di Lorimer Johnston - cortometraggio (1914)
- The Widow's Investment, regia di Lorimer Johnston - cortometraggio (1914)
- David Gray's Estate, regia di Lorimer Johnston - cortometraggio (1914)
- The Story of the Olive, regia di Sydney Ayres - cortometraggio (1914)
- The Navy Aviator
- Beyond the City
- The Lost Sermon
- Metamorphosis (1914)
- A Prince of Bohemia (1914)
- The Oath of Pierre
- Sparrow of the Circus
- The Unmasking
- The Painted Lady's Child, regia di Sydney Ayres (1914)
- Nature's Touch
- The Cameo of the Yellowstone
- Feast and Famine, regia di Sydney Ayres (1914)
- A Man's Way, regia di Sydney Ayres (1914)
- Does It End Right?, regia di Sydney Ayres (1914)
- The Trap, regia di Sydney Ayres (1914)
- Their Worldly Goods, regia di Sydney Ayres - cortometraggio (1914)
- The Aftermath, regia di Sydney Ayres (1914)
- Break, Break, Break, regia di Harry A. Pollard - cortometraggio (1914)
- The Cocoon and the Butterfly, regia di Sydney Ayres - cortometraggio (1914)
- His Faith in Humanity, regia di Sydney Ayres - cortometraggio (1914)
- The Taming of Sunnybrook Nell, regia di Sydney Ayres - cortometraggio (1914)
- A Modern Rip Van Winkle, regia di Sydney Ayres - cortometraggio (1914)
- Billy's Rival, regia di Sydney Ayres - cortometraggio (1914)
- Jail Birds, regia di Sydney Ayres - cortometraggio (1914)
- In the Open, regia di Sydney Ayres - cortometraggio (1914)
- Sir Galahad of Twilight, regia di Sydney Ayres - cortometraggio (1914)
- Sweet and Low, regia di Sydney Ayres - cortometraggio (1914)
- Redbird Wins, regia di Sydney Ayres - cortometraggio (1914)
- Old Enough to Be Her Grandpa
- In the Candlelight
- The Strength o' Ten, regia di Thomas Ricketts - cortometraggio (1914)
- Out of the Darkness, regia di Tom Ricketts (1914)
- The Girl in Question
- The Sower Reaps, regia di Thomas Ricketts - cortometraggio (1914)
- The Unseen Vengeance, regia di Thomas Ricketts - cortometraggio (1914)
- The Legend Beautiful, regia di Thomas Ricketts - cortometraggio (1915)
- The Black Ghost Bandit
- Refining Fires, regia di Thomas Ricketts (1915)
- Coals of Fire, regia di Tom Ricketts (1915)
- The Law of the Wilds, regia di Thomas Ricketts - cortometraggio (1915)
- A Heart of Gold, regia di Thomas Ricketts (1915)
- The Wily Chaperon, regia di Thomas Ricketts - cortometraggio (1915)
- In the Twilight, regia di Thomas Ricketts - cortometraggio (1915)
- She Never Knew, regia di Thomas Ricketts (1915)
- Heart of Flame
- The Echo, regia di Thomas Ricketts - cortometraggio (1915)
- The Two Sentences, regia di Thomas Ricketts - cortometraggio (1915)
- Competition, regia di Reaves Eason, Thomas Ricketts - cortometraggio (1915)
- In the Heart of the Woods
- In the Sunlight, regia di Thomas Ricketts - cortometraggio (1915)
- A Touch of Love, regia di Tom Ricketts (1915)
- The Poet of the Peaks
- The Day of Reckoning, regia di B. Reeves Eason (1915)
- She Walketh Alone
- When Empty Hearts Are Filled
- The Altar of Ambition
- At the Edge of Things
- The Purple Hills, regia di Gilbert P. Hamilton (1915)
- A Golden Rainbow, regia di Thomas Ricketts - cortometraggio (1915)
- The Right to Happiness, regia di Thomas Ricketts - cortometraggio (1915)
- Peggy Lynn, Burglar
- One Woman's Way
- A Good Business Deal
- Mountain Mary, regia di B. Reeves Eason - cortometraggio (1915)
- To Melody a Soul Responds
- The Honor of the District Attorney
- The Newer Way
- After the Storm, regia di B. Reeves Eason (1915)
- The Exile of Bar-K Ranch
- The Assayer of Lone Gap
- Drawing the Line, regia di Reaves Eason (B. Reeves Eason) (1915)
- The Spirit of Adventure
- A Question of Honor, regia di Reaves Eason - cortometraggio (1915)
- In Trust
- The Little Lady Next Door
- The Barren Gain
- Hearts in Shadow
- Profit from Loss
- The Blot on the Shield
- The Smuggler's Cave
- The Wasp, regia di B. Reeves Eason (1915) - cortometraggio
- To Rent Furnished
- The Substitute Minister
- The Bluffers
- The Silver Lining, regia di B. Reeves Eason (1915) - cortometraggio
- A Broken Cloud
- The Solution to the Mystery
- Matching Dreams
- Viviana, regia di Reaves Eason (B. Reeves Eason) (1916)
- A Sanitarium Scramble
- Life's Harmony
- The Silken Spider
- The Code of Honor, regia di Frank Borzage (1916)
- Ways of the World
- The Wayfarers
- Realization
- The Counterfeit Earl
- The Touch on the Key
- Four Months
- Jealousy's First Wife
- The Gentle Conspiracy
- Tangled Skeins
- Killed by Whom?
- The Quicksands of Deceit
- The Dancer
- Pastures Green
- The Little Troubadour
- Enchantment, regia di Carl M. Leviness (1916) - cortometraggio
- The Atonement, regia di Edward Sloman (1916) - cortometraggio
- Professor Jeremy's Experiment
- Little Hero
- The Price of Silence, regia di Frank Lloyd (1917)
- Beware of Strangers, regia di Colin Campbell (1917)
- The Tell-Tale Arm
- The Getaway, regia di George Cochrane (1917) - cortometraggio
- The Man from Montana
- A Branded Soul, regia di Bertram Bracken (1917)
- Rehabilitated
- Code of the Yukon
- The Crime of the Hour
- The Mints of Hell, regia di Park Frame (1919)
- Was He Guilty?
- The Last Straw, regia di Denison Clift e Charles Swickard (1920)
- Would You Forgive?
- Blind Circumstances
- A World of Folly
- The Unblazed Trail
- Shell Shocked Sammy
- The Lone Wagon
- Mile-a-Minute Morgan
- Idaho
- Vanishing Millions
- Old Age Handicap
- Must We Marry?
- Hell's Valley

### Sceneggiatura
- Nieda, regia di Harry A. Pollard - cortometraggio (1914)